# ماریاتا کایوسما
ماریاتا کایوسما (فنلاندی: Marjatta Kajosmaa؛ زادهٔ ۳ فوریهٔ ۱۹۳۸) اسکی‌باز صحرانوردی اهل فنلاند بود.